# آناستازیوس دوم انطاکیه‌ای
آناستازیوس دوم انطاکیه‌ای که به آناستازیوس جوان‌تر نیز مشهور است، در سال ۵۹۹ جانشین آناستاسیوس انطاکیه با عنوان پاتریارک کلیسای ارتدوکس شرقی انطاکیه شد. عمده شهرت وی به دلیل مخالفت و لغو کردن سیمونی (فروش دفاتر کلیسا، عناوین و اشیاء مقدس) در زمان اسقف بودنش با حمایت پاپ گرگوری کبیر است. گفته می‌شود در سال ۶۰۹ میلادی در هنگام قیام یهودیان سوری علیه امپراتور فوکاس به قتل رسید، هرچند برخی نیز قتل وی را به افراد محلی یا سربازان مونوفیزتی نسبت داده‌اند.
یکی از ۱۴۰ ستون قدیسان که در میدان سن پیترو قرار دارند به نام آناستازیوس دوم پاتریارک انطاکیه است.